# Vtipálek
Vtipálek je třetí epizoda druhé řady animovaného seriálu Star Trek. Premiéra epizody v USA proběhla 21. září 1974, v České republice 8. února 1998.

## Příběh
Hvězdného data 3183.3 federační loď USS Enterprise NCC-1701 vedená kapitánem Jamesem T. Kirkem je napadena trojicí plavidel Romulanského impéria. Dojde ke střetu, ale Enterprise se daří uniknout skrze blízkou mlhovinu.
Po výstupu z mlhoviny se začnou na lodi dít prapodivné věci. Skleničkou proteče pití, vidlička se ohne v nesprávný moment a další kanadské žertíky. Intenzita se stupňuje a už posádce začíná otravovat život. Vrcholem všeho je, když si kapitán vezme novou uniformu a na zádech má nápis „Kirk je idiot“. Najednou se z lodního reproduktoru ozývá smích patřící lodnímu počítači. Ke všemu McCoy, Sulu a Uhura jsou zajati v relaxačním centru lodi a nemohou jej opustit.
Pan Spock a kapitán Kirk se zatím snaží domluvit s počítačem. Ten hýří vtipem a za propuštění členů posádky z relaxačního centra požaduje po kapitánovi hezké prosby. Když se Scotty pokusí zasáhnout do hardwaru počítače, je vypnuta automatická gravitace. Počítač jí zpět obnoví až když pan Scott opustí řídící místnost počítače. Jako další vtípek počítač vypouští do atmosféry lodi zvýšené množství rajského plynu.
Záhy se Enterprise setkává znovu s Romulany. Lodní počítač vypouští z doku jakousi hmotu, která se přemění na 20x větší repliku lodi. Romulané s útokem váhají, když vidí druhou loď Federace, ale nakonec zaútočí. Při zjištění, že šlo o vtípek jsou rozhořčeni a kapitán flotily dává pronásledovat Enterprise. Kirk vystrašeně prohlašuje, že by hlavně nechtěl zpět do energetického pole. Zbytek posádky to pochopí a hraje svou roli. Palubní počítač v domnění, že půjde o další žertík vezme loď přímo do mlhoviny a Romulané míří za nimi.
Ve výsledku však je napálen sám vtipálek, protože druhý průlet polem anuluje jeho vliv a tak se lodní počítač vrací do normálu. Ovšem Romulané začínají mít o zábavu postaráno. Spock se ptá kapitána, jestli jim mají prozradit, jak se efektu zbavit. Kirk se zamyslí a odloží odhalení řešení Romulanům na později.